# Palmeira & Luizinho
Palmeira e Luizinho foi uma dupla brasileira de música sertaneja formada pelos cantores Diogo Mulelo (Agudos, SP, 19 de fevereiro de 1918 - São Paulo, SP, 28 de junho de 1967) e Luiz Raimundo (1916 — 1983) respectivamente.

## Discografia
- (1956) Doutor Promessa/Boliviana
- (1953) Maquinista/Alvorada
- (1952) Júlia Loca/Pescaria
- (1952) A última trucada/Boiadeiro triste
- (1952) Catarinense/Prá que trabaiá?
- (1952) Capitá federá/Pra lá da frontera
- (1952) O crime não compensa/Caçada do pardo
- (1952) Minha caboquinha/Rola mensageira
- (1952) Cachorro sultão/Porto Camilo
- (1952) Manchester brasileira/Sonho de pobre
- (1952) Cantando sempre/Fique quietinho meu coração
- (1952) Confissão/Zé Tartuiano
- (1952) Mariposa/Boiadeiro guapo
- (1952) Rio Paraguai/Rancho triste
- (1952) Baião de serra/Paixão
- (1952) Professora do interior/Caboclo indiferente
- (1951) Boi penacho/Baile na tuia
- (1951) Sabugo de milho/Ponta Porã
- (1951) Coisas do mundo/Juanico do sertão
- (1951) Chão de Minas/São Judas Tadeu
- (1951) Santa Fé do Paraná/Peixe vivo
- (1951) Chofer de estrada/Vespra de natá
- (1951) Três boiadeiros/Luiz Baião
- (1951) Boi torino/Mula bailarina
- (1951) Cabeça a cabeça/Zé Macaia
- (1951) Porto de Paranaguá/Maruca do sertão
- (1951) Galo sansão/O crime de Maringá
- (1951) O estouro da boiada/Sertão de Cuiabá
- (1951) Filão de ouro/Lucélia
- (1951) Bom Jesus de Pirapora/Chico Raimundo
- (1950) Mágoa escondida/Rosas de Nossa Senhora
- (1950) Paraná do norte/Chica morena
- (1949) Chiquinha do cafundó/Fandangueiro
- (1949) Romance de caboclo/Proveita meu bem
- (1949) Quando a cegonha chegar/Eu quero é saúde
- (1948) Burro picaço/Baldrana macia
- (1948) Juca Mané/Pião de classe
- (1946) Cavalo preto/Boiadeiro bão
- (1946) Italianinha/No céu não tem correio